# (4022) Nonna
(4022) Nonna es un asteroide perteneciente al cinturón de asteroides, descubierto el 8 de octubre de 1981 por la astrónoma soviética Liudmila Chernyj desde el Observatorio Astrofísico de Crimea (República de Crimea), Rusia).

## Designación y nombre
Designado provisionalmente como  1981 TL4. Fue nombrado Nonna en honor a la actriz rusa Nonna Mordiukova.